# Światła miasta
Światła miasta – drugi album studyjny polskiej grupy muzycznej Grammatik. Wydawnictwo ukazało się 30 października 2000 roku nakładem wytwórni muzycznej T1-Teraz. Nagrania zostały zarejestrowane i zmiksowane w studiu nagraniowym 33 Obroty. Materiał został w całości wyprodukowany przez Noona. Muzyk wraz z Mikołajem Skalskim i Tomaszem Ciszkiem wykonał także mastering. Gościnnie na płycie wystąpili raperzy Fisz, Pezet, Aes/Eis oraz zespół Fenomen, natomiast scratche wykonał DJ Romek.
W ramach promocji do pochodzących z płyty piosenek „Friko” i „Nie ma skróconych dróg” zostały zrealizowane teledyski. Zespół zagrał także ponad 170 koncertów w Polsce, Czechach i Niemczech. Płyta dotarła do 42. miejsca zestawienia OLiS, ze sprzedażą na poziomie 30 tys. egzemplarzy.
Po wydaniu Świateł miasta z zespołu odeszli Noon i Ash, natomiast Eldo podjął solową działalność artystyczną. Formacja wznowiła działalność trzy lata później minialbumem Reaktywacja. W 2012 roku nakładem należącej do Noona oficyny Audio Games ukazało się wznowienie płyty Światła miasta. Do sprzedaży trafiła także instrumentalna edycja nagrań. Reedycja uplasowała się na 5. miejscu krajowej listy sprzedaży (OLiS).
Pochodzący z albumu utwór pt. „Każdy ma chwile” znalazł się na liście „120 najważniejszych polskich utworów hip-hopowych” według serwisu T-Mobile Music.

## Lista utworów
Opracowano na podstawie materiału źródłowego.
1. „Wiatruczas” (rap: Ash, Eldo, Jotuze, produkcja: Noon) – 3:24[A]
2. „Nie ma czasu pomyśleć” (rap: Ash, Eldo, Jotuze, produkcja: Noon, scratche: DJ Romek, gościnnie: Pezet) – 4:45[B]
3. „Friko” (rap: Eldo, Jotuze, produkcja: Noon, scratche: DJ Romek) – 3:43[C]
4. „Każdy ma chwile” (rap: Ash, Eldo, Jotuze, produkcja: Noon, gościnnie: Fenomen) – 5:18
5. „Spacer” (produkcja: Noon) – 1:06
6. „Nie ma skróconych dróg” (rap: Ash, Eldo, Jotuze, produkcja: Noon) – 4:04[D]
7. „Mówią mi” (rap: Eldo, Jotuze, produkcja: Noon, gościnnie: Aes/Eis) – 5:01
8. „Puste pokoje (bębny grają miks)” (rap: Ash, Eldo, Jotuze, produkcja: Noon) – 4:15[E]
9. „Zwyczajne marzenia” (rap: Ash, Eldo, Jotuze, produkcja: Noon) – 3:35[F]
10. „Jest już późno, piszę...” (rap: Ash, Eldo, produkcja: Noon) – 3:26[G]
11. „Pamiętam” (rap: Ash, Eldo, Jotuze, produkcja: Noon, gościnnie: Fisz, scratche: DJ Romek) – 4:19[H]
12. „Wiatrucień” (produkcja: Noon) – 3:02[I]

Notatki
- A^ W utworze wykorzystano sample z piosenek „Arktyka” w wykonaniu zespołu Republika i „Livin' Proof” Group Home[8].
- B^ W utworze wykorzystano sample z piosenki  „Konie już czekają przed domem” w wykonaniu Budki Suflera[8].
- C^ W utworze wykorzystano sample z piosenek „Nim zakwitnie tysiąc róż” w wykonaniu Urszuli Sipińskiej i „Change the Beat” Beside[8].
- D^ W utworze wykorzystano sample z piosenki „Dining Alone” w wykonaniu Carli Bley[8].
- E^ W utworze wykorzystano sample z piosenki „Za wielką bramą” w wykonaniu Jerzego Grunwalda[8].
- F^ W utworze wykorzystano sample z piosenki „Wealth” zespołu Talk Talk[8].
- G^ W utworze wykorzystano sample z piosenek „Wichita Lineman” w wykonaniu Dee Felice Trio i „Pieśń ciszy” Zbigniewa Wodeckiego[8].
- H^ W utworze wykorzystano sample z piosenki „Soft as a Summer Shower” w wykonaniu Davida Cassidy’ego[8].
- I^ W utworze wykorzystano sample z piosenki „Odłóż sprawę” w wykonaniu Jerzego Grunwalda[8].